# Javierre de Olsón
Javierre de Olsón (arag. Chabierre d'o Elsón) – miejscowość w Hiszpanii, w Aragonii, w prowincji Huesca, w comarce Sobrarbe, w gminie Aínsa-Sobrarbe.
Według danych INE z 2005 roku miejscowość zamieszkiwało 13 osób. Wysokość bezwzględna miejscowości jest równa 582 metry. Kod pocztowy do miejscowości to 22330.